# Stawy w Trzanowicach

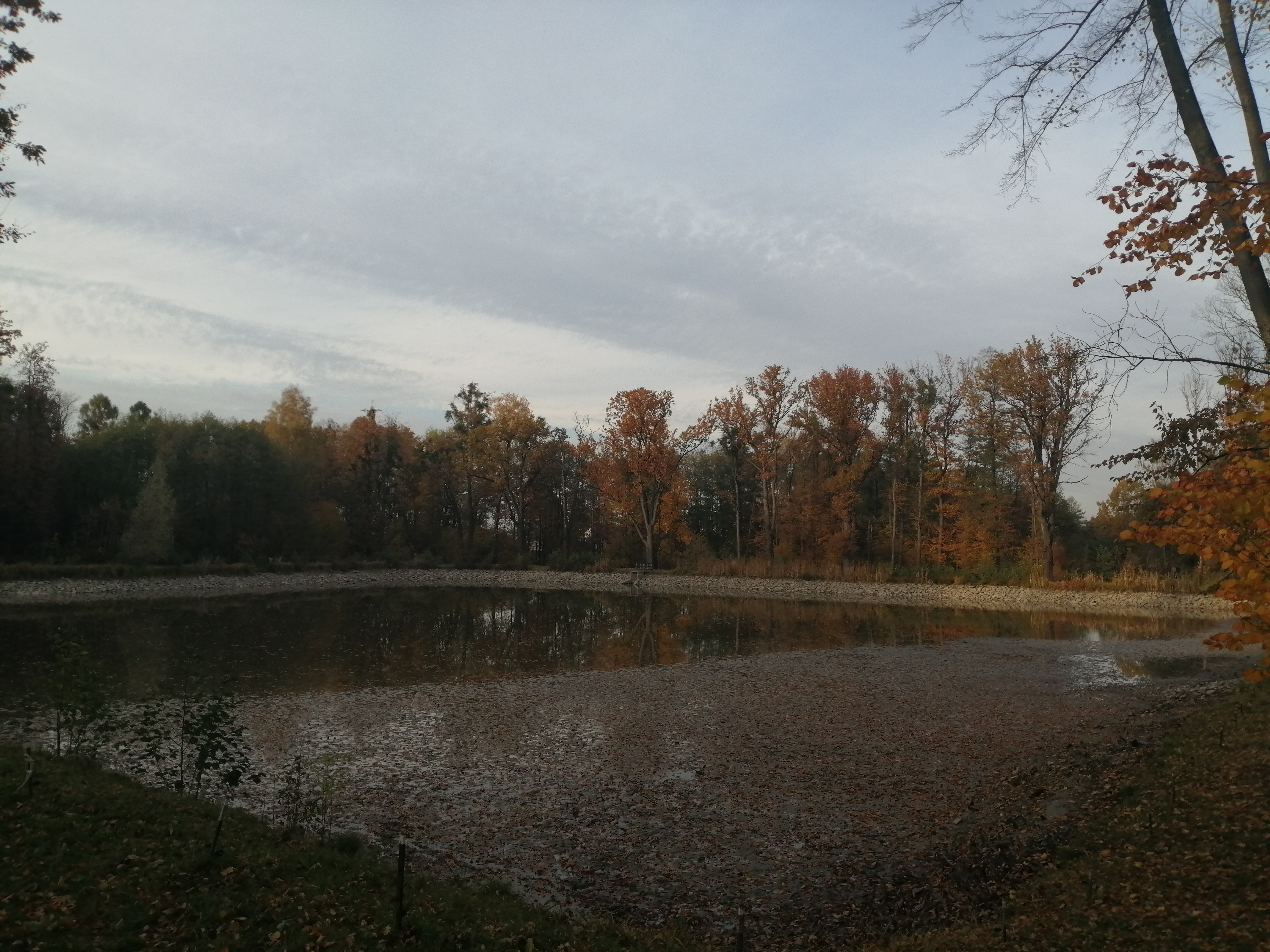
Staw w Trzanowicach

Stawy w Trzanowicach – dwa niewielkie zbiorniki wodne w Trzanowicach, w Czechach. Znajdują się w powiecie Frydek-Mistek, na historycznym Śląsku Cieszyńskim. Efekty rewitalizacji stawów zdobyły trzy nagrody państwowe w 2015 r.

## Charakterystyka
Dwa stawy znajdują się niedaleko centrum Trzanowic. Zasila je strumień Mušálec. Zbiorniki na Mušalcu o powierzchni 23 588 m² pełnią funkcję przeciwpowodziową i przeciwerozyjną. Wraz z przyległym lasem i potokiem przyczyniają się do podniesienia jakości środowiska wodnego na wsi.

## Historia
Do II wojny światowej strumień Mušalec zasilał 5 pierwotnych stawów, z których cztery należały do obszarnika Kappela i jeden do chłopa Witáska. W czasie wojny wszystkie stawy zostały wysuszone i pozostały puste. W czasach komunizmu majątek został skonfiskowany, a właściciel wysiedlony.
W 2014 roku odbyła się rewitalizacja dwóch stawów. Głównym celem odnowy stawów było zapobieżenie częstym powodziom meandrującego strumienia Mušalec. Do stawów i ich otoczenia wróciły rośliny i zwierzęta.
Rewitalizacja  została nagrodzona w konkursie Państwowego Funduszu Ziemi pierwszą nagrodą w kategorii obiektów gospodarki wodnej, w tym samym konkursie stawy zdobyły także nagrodę Państwowego Urzędu Ziemi oraz nagrodę publiczności.

## Fauna
żaba trawna, świtezianka dziewica, rak szlachetny, kaczka krzyżówka, łabędź niemy, czapla siwa, sum pospolity, sandacz pospolity